# Malthonea phantasma
Malthonea phantasma es una especie de escarabajo longicornio del género Malthonea, tribu Desmiphorini, subfamilia Lamiinae. Fue descrita científicamente por Martins & Galileo en 1995.
La especie se mantiene activa durante el mes de febrero.

## Descripción
Mide 13,3 milímetros de longitud.

## Distribución
Se distribuye por Ecuador.